# Bladrammenas
Bladrammenas (Raphanus sativus subsp. oleiferus) is een niet of weinig knoldragende vorm van rammenas die wordt gebruikt voor groenbemesting. Bladrammenas behoort tot de Kruisbloemenfamilie (Cruciferae oftewel Brassicaceae).
De plant wordt 80-110 cm hoog en heeft liervormige rozetbladeren. De kroonbladen zijn meestal paars geaderd en de vrucht is een houtige hauw.

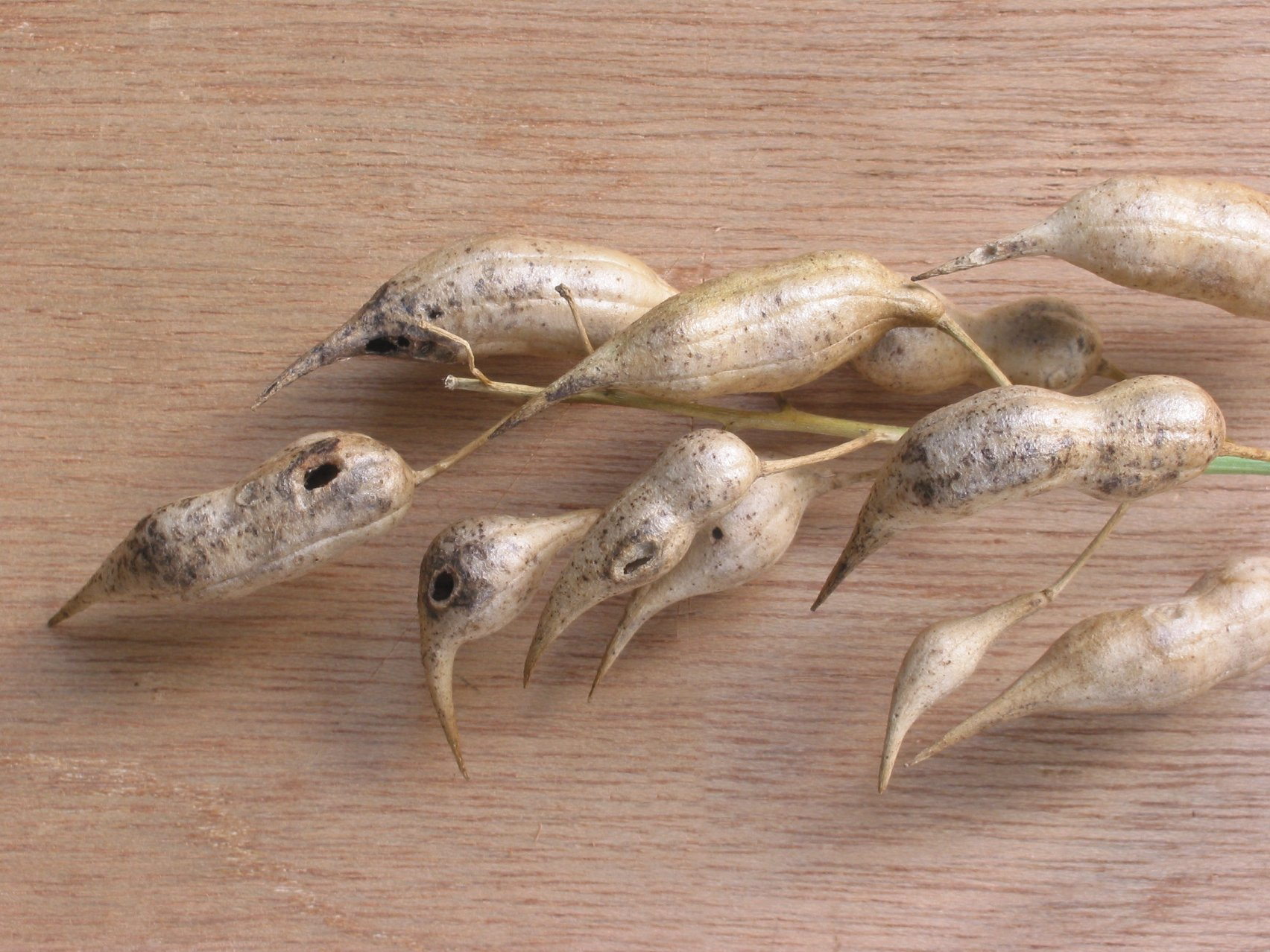
Hauwen
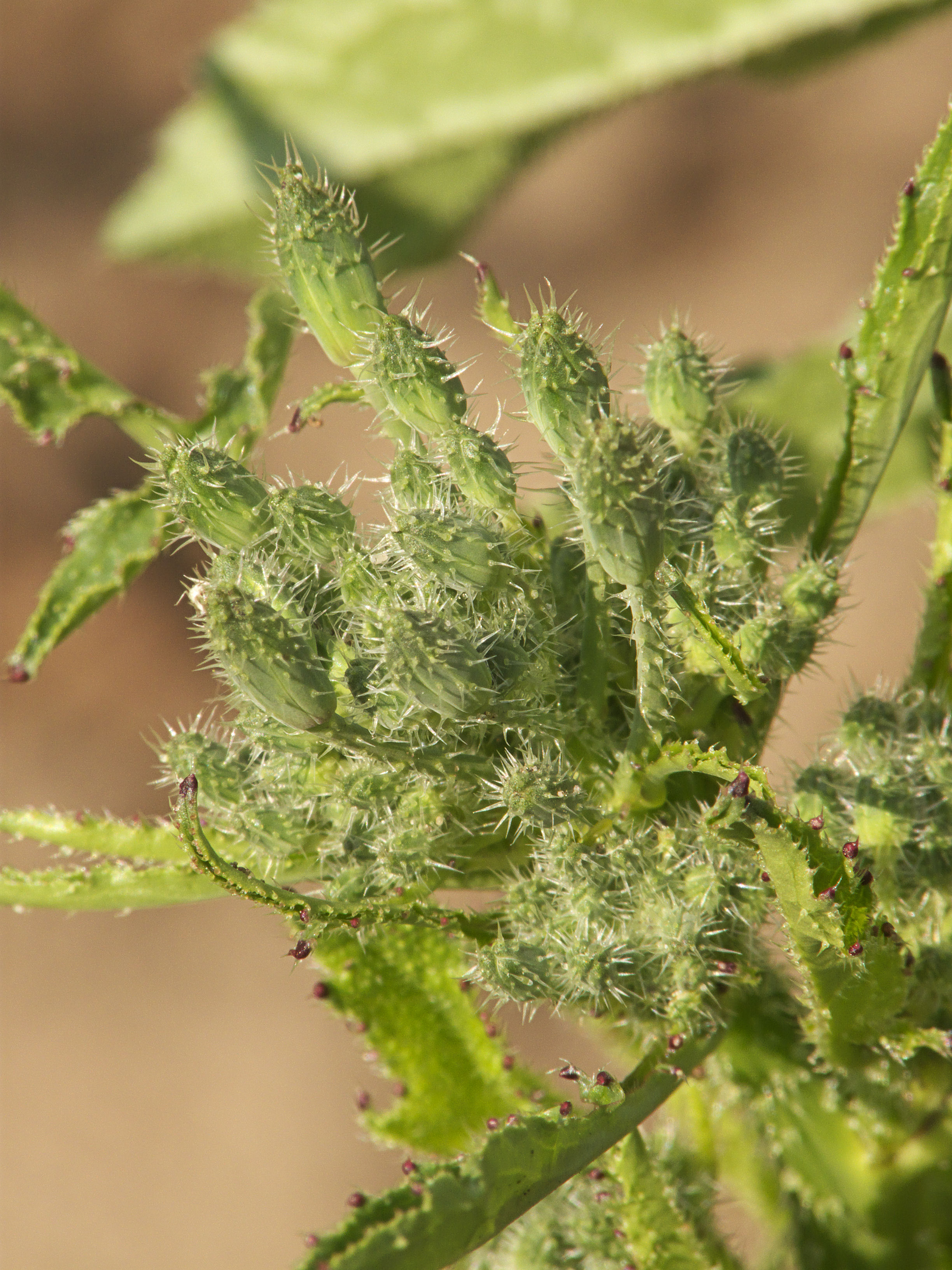
Bloemknoppen

## Groenbemesting
Bladrammenas wordt als stoppelgewas gezaaid vanaf 10 augustus tot eind augustus. Bij te vroeg zaaien gaat rammenas nog bloeien wat ongewenst is in verband met eventuele zaadvorming. Bladrammenas heeft een snelle ontwikkeling en vormt een hoog gewas, waardoor het onkruid goed onderdrukt wordt. Het gewas is vorstgevoelig, zodat het na vorst makkelijk ondergeploegd kan worden. De drogestofopbrengst is ongeveer 3900 kg per ha.

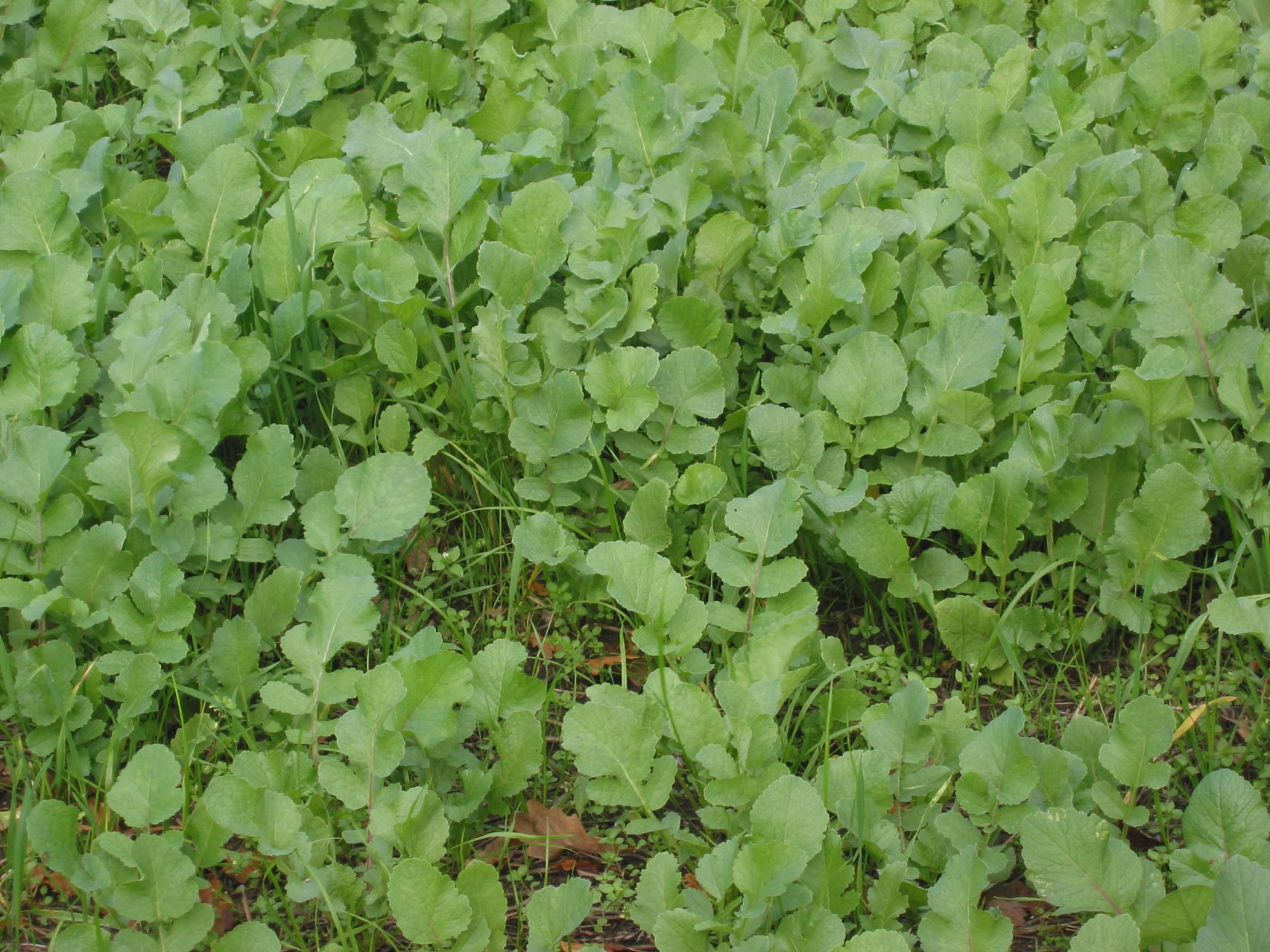
Groenbemesting
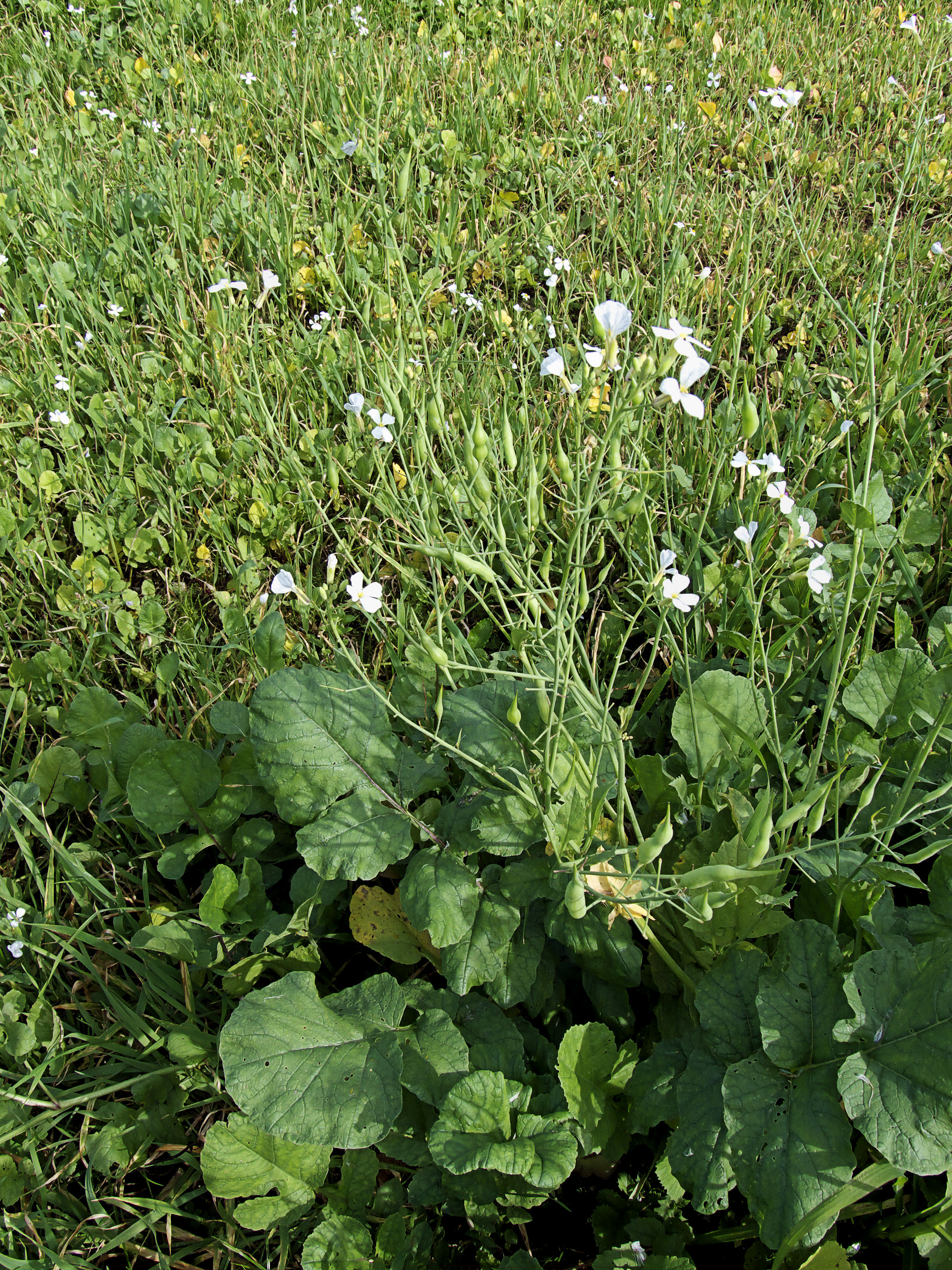
Groenbemesting

## Vanggewas
Daarnaast worden resistente rassen van bladrammenas als vanggewas (ook wel genoemd lokgewas) gebruikt voor het bestrijden van schadelijke aaltjes, zoals het bietencystenaaltje. Door de wortels van de bladrammenas worden de larven uit de cysten gelokt, maar ze kunnen zich hierop niet vermeerderen. Hiervoor moet voor een goed resultaat wel in het voorjaar gezaaid worden, omdat in het najaar de bodemtemperatuur te laag is voor een goede lokking
Daarnaast bestaan er rassen die ook resistent zijn tegen het quarantaine aaltje Meloidogyne chitwoodi. De resistente rassen zorgen voor een actieve afname van de nematodenpopulatie, meer dan natuurlijke sterfte.
Als het gewas voor ongeveer 70% in bloei staat moet het een keer gemaaid worden om zaadvorming te voorkomen.
Bladrammenas is een waardplant van het witte (Heterodera schachtii) en het gele bietencystenaaltje (Heterodera trifolii). Daarom moeten er tegen deze aaltjes resistente rassen gebruikt worden.
Bladrammenas is weinig gevoelig voor knolvoet.
... · 
R. raphanistrum (Knopherik) · 
R. sativus (Tuinradijs) · 
R. sativus subsp. longipinnatus (Witte rammenas) · 
R. sativus subsp. niger (Rammenas) · 
R. sativus subsp. oleiferus (Bladrammenas) · 
R. sativus subsp. sativus (Radijs) ·  
...